# Gara Râmnicu Sărat
Gara din Râmnicu Sărat este o stație de cale ferată și un monument istoric aflat pe teritoriul municipiului Râmnicu Sărat. Adresa gării este Piața Gării nr.1.

## Informații generale
Gara a fost construită între anii 1893 și 1898 după planurile arhitectului Nicolae Michăescu. Din punct de vedere arhitectural se consideră că edificiul face parte din Stilul arhitectural italian. 
Vizitând Râmnicu Sărat, istoricul Nicolae Iorga afirmase că gara este prea mare pentru un oraș atât de mic.

## Renovare
În vara lui 2024 s-a scris în presa locală că gara ar urma să fie renovată. S-au scos la licitație lucrările pentru renovarea gării estimate la 25 milioane de lei. Proiectul include peronul,șinele de cale ferată și clădirea propriu zisă. 